# Ruśki Komariwci
Ruśki Komariwci (ukr. Руські Комарівці) – wieś na Ukrainie, w obwodzie zakarpackim, w rejonie użhorodzkim. W 2001 roku liczyła 1576 mieszkańców.